# Władysław Haller von Hallenburg
Władysław Haller von Hallenburg (1834 – 17. února 1897 Polanka) byl rakouský politik polské národnosti z Haliče, v 2. polovině 19. století poslanec Říšské rady.

## Biografie
Pocházel ze šlechtického rodu Hallerů, původně tyrolského, později zdomácnělého v Polsku. Jeho otcem byl právník a politik Józef Haller (1783–1850). Bratr Cezary Emil Haller von Hallenburg byl rovněž politikem, synovec Józef Haller de Hallenburg byl polským válečníkem, další synovec Cezary Haller de Hallenburg působil na počátku 20. století v rakousko-uherské a polské politice. Dlouhodobě zastával post maršálka okresní rady ve Wadowicích.
Působil i jako poslanec Říšské rady (celostátního parlamentu), kam usedl v doplňovacích volbách roku 1877 za kurii velkostatkářskou v Haliči. Slib složil 13. září 1877. Mandát obhájil v řádných volbách roku 1879. Rezignace byla oznámena na schůzi 5. prosince 1882. V roce 1876 se uvádí jako Ladislaus Ritter Haller von Hallenburg, statkář, bytem Polanka.
Zemřel v únoru 1897 ve věku 61 let. Jeho tělo bylo převezeno k pohřbu do vesnice Krzęcin.